# Csáky István (politikus)
Gróf körösszeghi és adorjáni Csáky István Zsigmond László (Uncsukfalva, vagy Segesvár, 1894. július 14. – Budapest, 1941. január 27.) külügyminiszter az Imrédy-, majd a második Teleki-kormányban.

## Családja és származása
A gróf körösszeghi és adorjáni Csáky család sarja. Apja gróf Csáky Zsigmond (1866–1945), földbirtokos, anyja nagytóthi Apáthy Ilona (1874–1934) volt. Az apai nagyszülei gróf Csáky Zsigmond (1805–1873), földbirtokos, és dabasi Halász Julianna (1842–1914) voltak. Anyai nagyszülei nagytóthi Apáthy István (1836–1883), honvédalezredes, és ponori Török Kornélia voltak.

## Élete

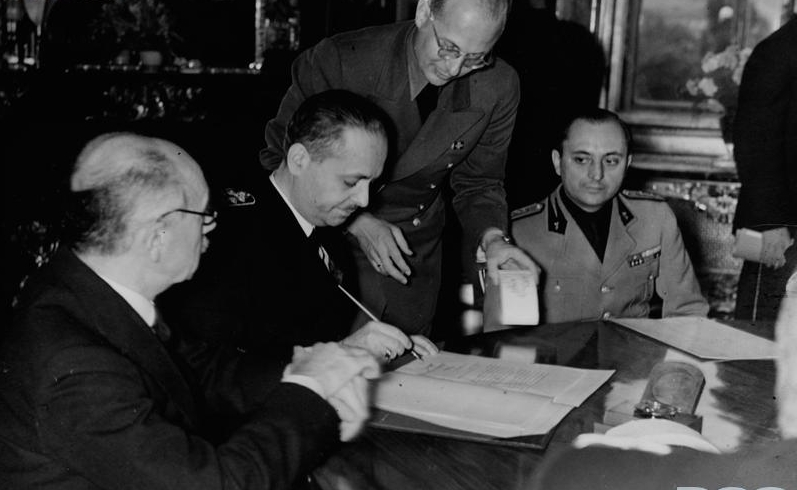
Csáky István aláírja a második bécsi döntés okmányát

Középiskolai tanulmányait a Királyi Katholikus Egyetemi Főgimnáziumban (ma: Budapesti Egyetemi Katolikus Gimnázium) végezte. Bécsben konzuli iskolát és Budapesten jogot végzett. 1919-ben, mint követségi attasé lépett a külügyminisztérium szolgálatába, majd a magyar delegáció titkáraként részt vett a trianoni béketárgyalásokon. 1921-ben a vatikáni magyar követség II. osztályú titkáraként működött, majd 1923-1924-ben a külügyminisztériumban teljesített szolgálatot. 1924-től 1926-ig a bukaresti magyar követségen dolgozott. 1928-tól 1932-ig a külügyminisztérium sajtóosztályának helyettes vezetője, majd vezetője lett. 1933-tól 1935-ig a madridi és a lisszaboni követségeket vezette ügyvivői rangban, aztán visszatért Magyarországra, ahol a miniszter kabinetjének vezetője lett. Az 1938. szeptember 29–30-án tartott müncheni négyhatalmi értekezleten (müncheni egyezmény) megfigyelőként vett részt. Jelen volt az első bécsi döntésnél is. 1938. december 31-én, időközi választáson az ózdi kerület képviselője lett, majd az 1939-es választásokon Sopronban jutott mandátumhoz. 1938. december 10-én külügyminiszter lett Imrédy Béla kormányában.
Külügyminiszterként részt vett az antikomintern paktumhoz való csatlakozásban, a második bécsi döntés létrejöttében, (emiatt Erdélyben egy időre az ő nevét viselte a Rekettyés-csúcs), valamint közreműködött Magyarország csatlakozásában a háromhatalmi egyezményhez. Teleki Pál miniszterelnök nevében ő írta alá 1940. december 12-én a magyar-jugoszláv barátsági szerződést, melynek megszegését már nem élte meg, 1941. január 27-én érte a halál.

## Házassága
Grazban 1940. május 15-én a 46 éves gróf Csáky István feleségül vette a 28 éves főnemesi származású gróf Chorinsky Mária Anna (*Fürstenfeld, 1912. november 21.) kisasszonyt, akinek a szülei gróf Chorinsky Károly (1873–1948) és gróf magyarszőgyéni és szolgaegyházi Szőgyény-Marich Ilona "Lilly" (1879–1950) voltak. Apai nagyszülei gróf Viktor von Chorinsky (1838–1901), és gróf Maria Anna von und zu Trauttmansdorff-Weinsberg (1843–1925) voltak. Anyai nagyszülei ifj. gróf magyarszőgyéni és szolgaegyházi Szőgyény-Marich László (1840–1916) császári és királyi kamarás, belső titkos tanácsos, külügyminisztériumi osztályfőnök, miniszter, diplomata, és báró Geramb Irma (1848–1926), csillagkeresztes hölgy, Erzsébet királyné palotahölgye voltak. Csáky István gróf és Chorinsky Mária grófnő igen rövid frigyéből nem maradt meg gyermek.